# Joan Vollmer
Joan Vollmer (Ossining, 4 de febrero de 1923-Ciudad de México, 6 de septiembre de 1951) fue una escritora estadounidense, participante influyente en el círculo inicial de la Generación Beat. Mientras estudiaba en Barnard College, fue compañera de cuarto de Edie Parker (más tarde casada con Jack Kerouac). Su apartamento se convirtió en un lugar de reunión para los Beats durante la década de 1940, donde Vollmer estaba a menudo en el centro de discusiones maratónicas que duraban toda la noche. En 1946, comenzó una relación con William S. Burroughs, convirtiéndose más tarde en su esposa de hecho. En 1951, Burroughs mató a Vollmer. Afirmó, y poco después lo negó, que el asesinato fue un intento en estado de ebriedad de interpretar a William Tell.

## Biografía
Joan Vollmer nació en Ossining, Nueva York y creció en Loudonville, Nueva York. Se graduó de la escuela St. Agnes en 1939 y asistió al Barnard College en Nueva York con una beca, y también estudió periodismo en Universidad de Columbia. Vollmer conoció a Edie Parker en el West End Bar y los dos se mudaron juntos al primero de una serie de apartamentos en el Upper West Side de Nueva York que compartieron con los escritores, estafadores, alcohólicos y drogadictos que más tarde se conocieron como los Beats. Estos incluyeron: William S. Burroughs, Jack Kerouac, Allen Ginsberg, Lucien Carr, Herbert Huncke, Vickie Russell (una prostituta y adicta que aparece como "Mary" en la novela Junkie de Burroughs) y Hal Chase, un estudiante graduado de la Universidad de Columbia de Denver. En Las mujeres de la generación Beat, Brenda Knight escribió:
Joan Vollmer Adams Burroughs fue fundamental en la creación de la revolución Beat; de hecho, los fuegos que avivaron el motor Beat se iniciaron con Joan como mecenas y musa. Su apartamento en Nueva York fue un núcleo que atrajo a muchos de los personajes que jugaron un papel vital en la formación del Beat; … Brillante y versada en filosofía y literatura, Joan fue la piedra de afilar con la que los principales escritores beat (Allen, Jack y Bill) afilaron su intelecto. Ampliamente considerada una de las personas más perspicaces del grupo, su mente fuerte y su naturaleza independiente ayudaron a impulsar a los Beats hacia una nueva sensibilidad.
Vollmer se casó con Paul Adams, un estudiante de derecho, en 1944 y tuvo su primera hija, Julie, en agosto de 1944. En 1945, Vollmer le pidió a Adams, que en ese momento estaba en el ejército, que diera su consentimiento para el divorcio. Paul Adams se divorció de Vollmer al regresar del servicio militar, supuestamente consternado por su consumo de drogas y su grupo de amigos. En 1945, Kerouac le presentó la bencedrina, que utilizó intensamente durante algunos años. A principios de 1946, inició una relación a largo plazo con Burroughs. El partido fue inicialmente organizado y alentado por Ginsberg, quien admiraba mucho el intelecto de Burroughs y consideraba a Vollmer su contraparte femenina.
En 1946, Vollmer ingresó en el Hospital Bellevue de Nueva York debido a episodios psicóticos como consecuencia del consumo excesivo de anfetaminas. Después de ser liberada, comenzó a llamarse Sra. William Burroughs a pesar de que Vollmer y Burroughs nunca se casaron formalmente. Vollmer y Burroughs tuvieron un hijo, William Burroughs, Jr., en 1947. Debido a cargos de abuso de drogas, distribución de drogas y comportamiento lascivo, se mudaron varias veces, primero a New Waverly, Texas, luego a Nueva Orleans y, finalmente, a Ciudad de México. Mientras vivía en Nueva Orleans, Burroughs fue arrestado por posesión de heroína, tiempo durante el cual la policía registró la casa de Vollmer y desenterró cartas de Ginsberg en las que se hablaba de un posible envío de marihuana. Los cargos penales resultantes fueron graves; Tras ser declarado culpable, Burroughs habría cumplido entre dos y cinco años en la prisión estatal de Angola, en Luisiana. Para evitar el procesamiento, Burroughs huyó a la Ciudad de México. Una vez que estuvo instalado, Vollmer se unió a él, junto con sus hijos.
Según los informes, Vollmer no estaba contenta en la Ciudad de México. La benzedrina, su droga habitual de elección, no estaba disponible, y le escribió a Ginsberg que estaba "un poco borracha desde las 8:00 am en adelante... Bill está bien por sí mismo y nosotros también. Los chicos son encantadores, fáciles y baratos (3 pesos = 40 centavos) pero mi paciencia es infinita." Ted Morgan la describe en Literary Outlaw como una mujer que sufre graves adicciones a las drogas y al alcohol que la han envejecido notablemente. Tenía la cara hinchada y cojeaba debido a un reciente ataque de polio. Herbert Huncke, que se había quedado con la pareja en Texas, quedó impresionado por la indiferencia de Burroughs hacia Vollmer, afirmando que a Burroughs "no le gustaba demasiado estar enojado con ella". En una entrevista de la década de 1980 con Ted Morgan, Burroughs describió un incidente de violencia doméstica que ocurrió poco después de su llegada a México en enero de 1950, afirmando que "abofeteó" a Vollmer después de que ella arrojó su heroína al baño y recordó cómo él inmediatamente salió a comprar más, diciendo: "¿Qué podría hacer ella? [Regresar al norte del estado] ¿Nueva York?". La misma escena fue contada en la obra semiautobiográfica Junkie de Burroughs.
En agosto de 1950, Burroughs, Vollmer o ambos iniciaron una petición de divorcio en México. (Aunque su matrimonio era de hecho, en México se consideraba legal). Sin embargo, la solicitud fue posteriormente retirada por su abogado mexicano. El divorcio probablemente fue necesario debido al deseo declarado de Burroughs de tomar la custodia de su hijo tras la disolución.

## Muerte
El 6 de septiembre de 1951, poco después de su regreso de unas vacaciones en Ecuador con su novio, Burroughs le disparó a Vollmer en la cabeza, supuestamente mientras intentaba disparar un vaso que le había pedido que mantuviera en equilibrio sobre su cabeza durante un acto de William Tell en estado de ebriedad. La pareja estaba actuando en una fiesta para beber celebrada en el departamento de un amigo en la Ciudad de México. Vollmer murió varias horas después, a la edad de 28 años. Numerosos periódicos informaron incorrectamente que tenía 27 años. Burroughs dijo que tomó entre 8 y 10 tragos y que no recordaba mucho de esa noche, mientras que los testigos afirmaron que tomaban dos vasos pequeños. El hijo de cuatro años de la pareja, William Burroughs Jr., estaba en la habitación cuando ocurrió el incidente, al igual que el anfitrión de la fiesta, John Healey, y los estudiantes estadounidenses Edwin John Woods y Lewis Marker, ambos residentes del edificio de apartamentos donde sucedió el crimen. Burroughs dio diferentes relatos del tiroteo, negando su historia original de William Tell tras la intervención de su abogado, Bernabé Jurado. Los padres de Vollmer se enteraron de la muerte de su hija por medio de amigos mientras estaban de vacaciones en Montreal. Su padre declaró al diario Times Union de Albany: "No tengo ninguna razón para creer que el tiroteo no fue accidental".
El hermano de Burroughs, Mortimer, llegó desde St. Louis para ayudar a su hermano y le proporcionó miles de dólares para cubrir los costos legales de su abogado. Jurado utilizó parte del dinero para sobornar al juez, a los peritos en balística y a otras personas involucradas en el caso. Burroughs estuvo detenido acusado de asesinato durante trece días antes de ser puesto en libertad bajo fianza.
Burroughs afirmó que dejó caer el arma y falló, luego cambió su relato nuevamente para decir que accidentalmente falló el arma mientras intentaba vender el arma a un conocido, relato que fue corroborado por dos testigos que habían sido entrenados por su abogado. Burroughs testificó que no sabía que el arma estaba cargada porque no la había usado en tres meses, y que mientras revisaba el arma, el carro se resbaló y le disparó a Vollmer. Como resultado, fue acusado de negligencia criminal, que conllevaba una pena máxima de cinco años.
Durante un año, Burroughs se presentó todos los lunes por la mañana en la cárcel de la Ciudad de México mientras Jurado trabajaba para resolver el caso. Sin embargo, Jurado huyó a Brasil después de dispararle a un joven que había dañado accidentalmente su Cadillac. Burroughs decidió seguir el ejemplo de Jurado y huyó de regreso a los Estados Unidos, donde tuvo la suerte de que Luisiana no había emitido una orden de arresto contra su cargo anterior de narcóticos. En rebeldía, Burroughs fue declarado culpable de homicidio involuntario por la muerte de Vollmer. Recibió una sentencia suspendida de dos años.
Vollmer fue enterrada en la Ciudad de México y sus padres se llevaron a sus dos hijos de regreso a los Estados Unidos. Su hija Julie se fue a vivir con sus abuelos maternos a Loudonville y asumió el apellido Vollmer, mientras que el hijo de Vollmer fue criado por sus suegros.

### Reacciones a la muerte de Vollmer
Los amigos de la pareja tenían opiniones divididas sobre el caso. Ginsberg y Carr defendieron a Burroughs y creyeron que Vollmer podría haber alentado el incidente de William Tell, afirmando que ella parecía suicida cuando la visitaron en 1951. En entrevistas con Ted Morgan de 1983 a 1986, Burroughs dijo que "Allen siempre lo consideraba un suicidio de su parte, y no acepto esa evasión". Haldon Chase, que también había visitado a Burroughs y Vollmer en 1951 en la Ciudad de México, se distanció de Burroughs después de la muerte de Vollmer. Chase creía que Vollmer "había querido morir", pero que la historia de Burroughs era "una farsa, una farsa para liberar a Bill, para permitirle cometer el crimen máximo".
En una carta de 1954 a Ginsberg, Burroughs escribió sobre sus temores de que inconscientemente había querido matar a Vollmer: "Todavía puedo intentar una historia o algún relato de la muerte de Joan. Creo que tengo miedo. No exactamente descubrir una intención inconsciente, es más complejo, más básico y más horrible, como si el cerebro atrajera la bala hacia ella". En la introducción a Queer, Burroughs describe cómo la muerte de Vollmer lo expuso al riesgo de ser poseído por una entidad malévola a la que llamó "el espíritu feo". Más adelante en su vida, Burroughs describió al "espíritu feo" como "un mal monopolista y adquisitivo", y participó en una ceremonia chamánica con el objetivo explícito de exorcizarse.

### En la cultura popular
La película Beat (2000) es un relato biográfico de la relación entre Vollmer y Burroughs. Vollmer es interpretado por Courtney Love y Burroughs por Kiefer Sutherland. La película se centra en la muerte de Vollmer. Su muerte también se retrata en la película Naked Lunch de 1991.
En la película Queer (2024) de Luca Guadanino, se muestra en una escena a una pareja de amigos jugando a William Tell con un arma de juguetes.

## Otras lecturas
- Ted Morgan, Forajido literario, la vida y la época de William S. Burroughs (1988, Henry Holt, ISBN 0-380-70882-5)
- Jack Kerouac, La vanidad de Duluoz (1967–1968, Coward-McCann, ISBN 0-14-023639-2)
- Collins, Ronald & Skover, David, Mania: La historia de las vidas indignadas e indignantes que lanzaron una revolución cultural (los cinco mejores libros, marzo de 2013)